# 去大脑强直
去大脑强直（英語：decerebrate rigidity），又称去脑强直，是指由中脑损伤等严重脑损伤、缺氧性脑病、广泛皮层损害的脑血管病及外伤等引起的脊柱反张后挺、四肢伸直内旋、足跖屈等异常姿势。有研究认为，其病变部位在中脑红核尾端。